# Christine Lakin
Christine Lakin (Dallas, 25 gennaio 1979) è un'attrice statunitense.

## Biografia
Christine Lakin è nata a Dallas, Texas, da Karen Nedwick e James Daley Lakin, e crebbe a Roswell, in Georgia.
Ottenne successo per il suo ruolo di Al Lambert nella serie televisiva Una bionda per papà (Step by Step). Dopo che la serie viene cancellata nel 1998 appare in altre serie televisive in ruoli minori. Nel 2008 recita insieme a Paris Hilton in The Hottie and the Nottie, che riceve recensioni negative e per il quale riceve il Razzie Award alla peggior coppia.

## Filmografia

### Cinema
- Costi quel che costi (Whatever It Takes), regia di David Raynr (2000)
- American Party - Due gambe da sballo (Who's Your Daddy?), regia di Andy Fickman (2002)
- Blue Demon, regia di Daniel Grodnik (2004)
- Donne, regole... e tanti guai! (Georgia Rule), regia di Garry Marshall (2007)
- Cambio di gioco (The Game Plan), regia di Andy Fickman (2007)
- The Hottie and the Nottie, regia di Tom Putnam (2008)
- Corsa a Witch Mountain (Race to Witch Mountain), regia di Andy Fickman (2009)
- Appuntamento con l'amore (Valentine's Day), regia di Garry Marshall (2010)
- Ancora tu! (You Again), regia di Andy Fickman (2010)
- Beverly Hills Chihuahua 2, regia di Alex Zamm (2011)
- Dead Space: Aftermath, regia di Mike Disa (2011)
- Capodanno a New York (New Year's Eve), regia di Garry Marshall (2011)
- Parental Guidance, regia di Andy Fickman (2012)
- Veronica Mars - Il film (Veronica Mars), regia di Rob Thomas (2014)
- Mother's Day, regia di Garry Marshall (2016)

### Televisione
- Una bionda per papà (Step by Step) – serie TV, 160 episodi (1991-1998)
- Settimo cielo (7th Heaven) – serie TV, episodio 3x09 (1998)
- Una famiglia del terzo tipo (3rd Rock from the Sun) – serie TV, episodio 4x11 (1999)
- Terra promessa (Promised Land) – serie TV, episodio 3x15 (1999)
- Seven Days – serie TV, episodio 2x20 (2000)
- Opposite Sex – serie TV, episodi 1x1-1x6 (2000)
- Boston Public – serie TV, episodio 2x20 (2002)
- Il tocco di un angelo (Touched by an Angel) – serie TV, episodio 9x03 (2002)
- Reefer Madness: The Movie Musical, regia di Andy Fickman – film TV (2005)
- Veronica Mars – serie TV, episodio 1x14 (2005)
- In due per la vittoria (The Cutting Edge: Going for the Gold), regia di Sean McNamara – film TV (2006)
- One on One – serie TV, episodio 5x21 (2006)
- La libreria del mistero: A prima vista (Mystery Woman: At First Sight), regia di Kellie Martin – film TV (2006)
- CSI: Miami – serie TV, episodio 5x03 (2006)
- The Loop – serie TV, episodio 2x07 (2007)
- CSI - Scena del crimine (CSI: Crime Scene Investigation) – serie TV, episodio 8x15 (2008)
- Bones – serie TV, episodio 4x16 (2009)
- NCIS - Unità anticrimine (NCIS) – serie TV, episodio 7x17 (2010)
- Hellcats – serie TV, episodi 1x12, 1x22 (2011)
- Melissa & Joey – serie TV, 4 episodi (2011)
- CSI: NY – serie TV, episodio 9x10 (2012)
- The League – serie TV, episodio 5x03 (2013)
- Modern Family – serie TV, episodio 7x10 (2016)
- Station 19 – serie TV, episodio 2x12 (2019)
- American Housewife – serie TV, episodio 3x22 (2019)
- The Goldbergs – serie TV, episodio 8x09 (2021)
- The Rookie – serie TV, episodio 5x18 (2023)

### Doppiatrice
- Biancaneve e gli 007 nani (Happily N'Ever After 2: Snow White —Another Bite @ the Apple), regia di Stephen Gordon e Boyd Kirkland (2009)
- Alpha and Omega, regia di Anthony Bell e Benjamin Gluck (2010)
- I Griffin (Family Guy) – serie animata, 32 episodi (2010-in corso)
- Clarence – serie animata, 7 episodi (2014)
- L'incantesimo del lago: Storia di una famiglia reale (The Swan Princess: A Royal Family Tale), regia di Richard Rich (2014)
- Batman: Bad Blood, regia di Jay Oliva (2016)
- L'incantesimo del lago: La principessa pirata (The Swan Princess: Princess Tomorrow, Pirate Today!), regia di Richard Rich (2016)

## Doppiatrici italiane
Nelle versioni in italiano delle opere in cui ha recitato, Christine Lakin è stata doppiata da:
- Perla Liberatori in Una bionda per papà, Modern Family
- Francesca Manicone in American Party - Due gambe da sballo
- Micaela Incitti in Veronica Mars
- Lidia Perrone in Donne, regole... e tanti guai!
- Eleonora De Angelis in CSI - Scena del crimine
- Ughetta D'Onorascenzo in Ancora tu!
- Alessandra Sani in Corsa a Witch Mountain
- Monica Gravina in CSI: NY
- Myriam Catania in Station 19
- Stefania Giuliani in The Rookie

Da doppiatrice è sostituita da:
- Ilaria Latini in I Griffin